# Cytoplea arundinicola
Cytoplea arundinicola är en svampart som beskrevs av Bizz. & Sacc. 1885. Cytoplea arundinicola ingår i släktet Cytoplea och familjen Didymosphaeriaceae.   Inga underarter finns listade i Catalogue of Life.